# Heek (Limburg)
Heek (Limburgs: De Hièk) is een gehucht in de gemeente Valkenburg aan de Geul en ligt in een verspreide- en lintbebouwing langs de weg van Klimmen naar Valkenburg. Tot 1982 hoorde het gehucht bij de gemeente Hulsberg. Een klein gedeelte valt nog onder Klimmen in de gemeente Voerendaal. De gemeentegrens loopt parallel aan de Hellebeukerweg. Hoger op het plateau ligt het vakantiepark De Hellebeuk en het gehucht Overheek.
Door Heek stroomt de Hekerbeek die daar tevens ontspringt. De beek stroomt via de gelijknamige buurtschap Hekerbeek, via het voormalige gehucht Sint-Pieter naar de Geul.
In de buurtschap staan enkele huizen en boerderijen opgetrokken uit mergel, zoals het Boerenhofke en het Heekerhofke.